# Katastrofa lotu Trigana Air Service 267
Katastrofa lotu Trigana Air Service 267 – wydarzyła się 16 sierpnia 2015 roku w dystrykcie Oksibil, prowincji Papua. Na pokładzie było 49 pasażerów i 5 członków załogi. W dniu 18 sierpnia piesze ekipy ratownicze dotarły do wraku samolotu znajdującego się na wysokości 2530 m, odnalazły ciała 49 pasażerów i 5 członków załogi. Zlokalizowano także rejestratory parametrów lotu.

## Przebieg lotu
Samolot wystartował z Jayapury i leciał do Oksibil. Według relacji świadków do rozbicia maszyny doszło na zboczach górskich. W samolocie było 470 tys. dolarów przekazanych na pomoc humanitarną.

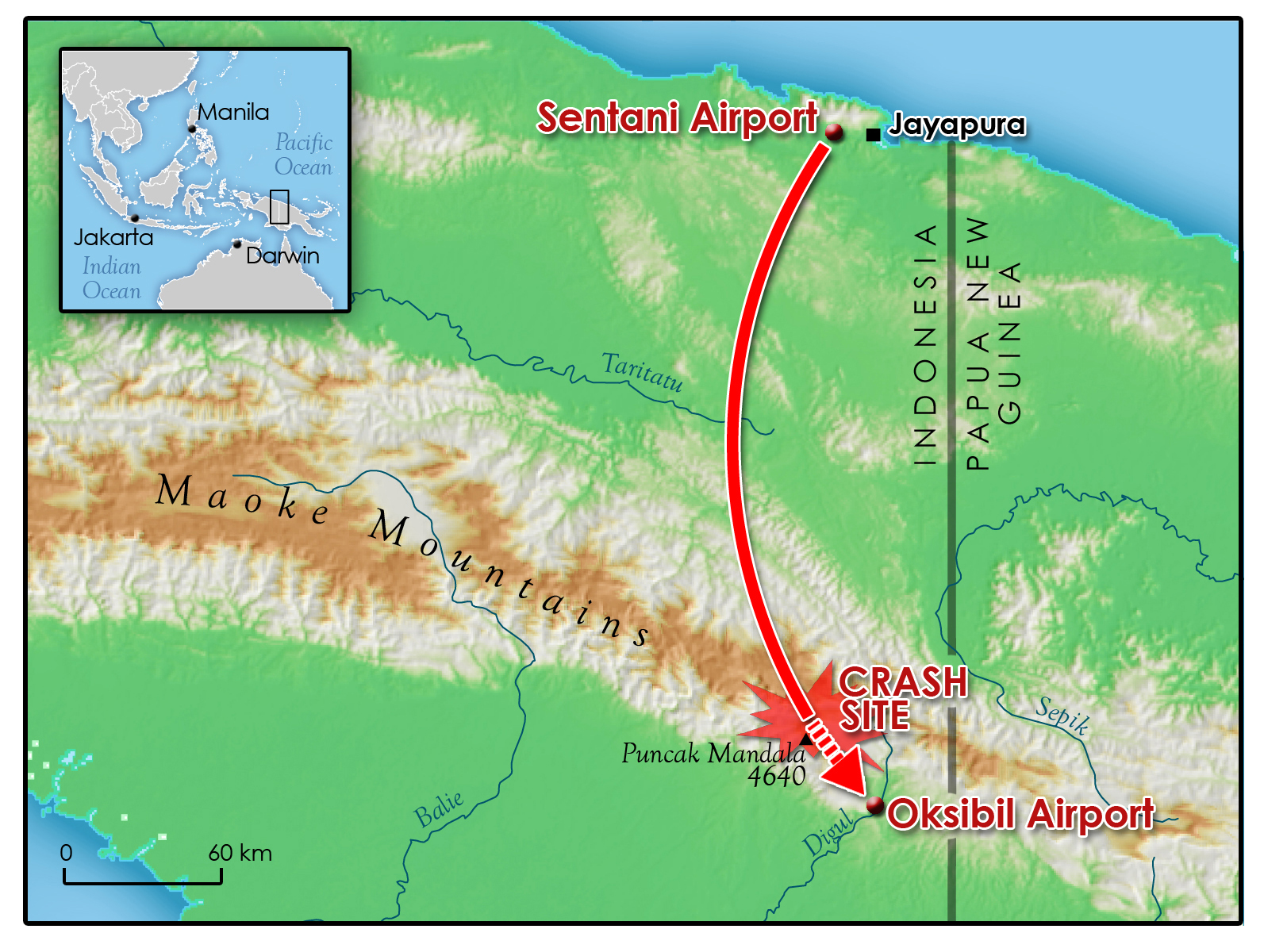
Trasa lotu przed katastrofą

## Następstwa
Katastrofa lotu 267 została ukazana w siódmym odcinku 20 serii serialu Katastrofa w przestworzach pod tytułem „Bez ostrzeżenia”.